# Temporada 1978-1979 del RCD Espanyol
Dades de la Temporada 1978-1979 del RCD Espanyol.

## Fets Destacats
- 16 d'agost de 1978: Torneig Ciutat de Barcelona: Espanyol 5- FC Utrecht 1[5]
- 18 d'agost de 1978: Torneig Ciutat de Barcelona: Espanyol 3 - Universitatea Craiova 2[6]
- 23 d'agost de 1978: Torneig Ciutat de Valladolid: Espanyol 4 - Beroe Stara Zagora 2[7]
- 25 d'agost de 1978: Torneig Ciutat de Valladolid: Espanyol 1 - Reial Valladolid 1[8]
- 12 d'octubre de 1978: Copa: Espanyol 8 - CE Malgrat 0[9]
- 25 d'octubre de 1978: Copa: FC Andorra 2 - Espanyol 5[10]
- 3 de desembre de 1978: Lliga: Reial Madrid 0 - Espanyol 0[11]
- 25 de febrer de 1979: Lliga: Reial Saragossa 8 - Espanyol 1[12]
- Del 6 al 26 de juny de 1979: Gira per Extrem Orient:[13][14]
  - 6 de juny, Manila: Selecció de Canton 1 - Espanyol 1
  - 8 de juny, Manila: Selecció de Canton 0 - Espanyol 1
  - 10 de juny, Hong Kong: Selecció de Hong Kong 0 - Espanyol 2
  - 17 de juny, Jakarta: Selecció d'Indonèsia 1 - Espanyol 0
  - 19 de juny, Jakarta: Selecció d'Indonèsia 0 - Espanyol 0
  - 23 de juny, Bangkok: Selecció de Tailàndia 3 - Espanyol 2

## Resultats i Classificació
- Lliga d'Espanya: Vuitena posició amb 35 punts (34 partits, 15 victòries, 5 empats, 14 derrotes, 37 gols a favor i 46 en contra).
- Copa d'Espanya: Eliminà el CE Malgrat a la ronda prèvia i el FC Andorra a trenta-dosens de final però fou eliminat pel Reial Valladolid a setzens de final.

## Plantilla
| P   | Jugador                     | Lliga | Lliga | Copa d'Espanya | Copa d'Espanya |
| P   | Jugador                     | PJ    | G     | PJ             | G              |
| --- | --------------------------- | ----- | ----- | -------------- | -------------- |
| POR | Francisco J. Urruticoechea  | 28    | -29   | 3              | -4             |
| POR | Francisco Javier Echevarría | 6     | -14   | 3              | -2             |
| POR | Miquel Duran                | 1     | -3    | -              | -              |
| DEF | Juan Verdugo                | 33    | -     | 3              | -              |
| DEF | José Cano Canito            | 31    | 4     | 2              | 1              |
| DEF | Ángel Lanchas               | 29    | -     | 2              | -              |
| DEF | Antoni Arabí                | 16    | 2     | 6              | -              |
| DEF | Juan Huertas                | 12    | -     | 3              | 1              |
| DEF | Secundino Ayfuch            | 8     | 2     | 6              | 1              |
| DEF | José Fernando Ferrer        | -     | -     | 2              | -              |
| DEF | Albert Cayuela              | -     | -     | -              | -              |
| MIG | Fernando Molinos            | 33    | 1     | 5              | -              |
| MIG | Manuel Fernández Amado      | 28    | 1     | 3              | -              |
| MIG | Juvencio Osorio             | 23    | 1     | 2              | -              |
| MIG | Raúl Longhi                 | 23    | 2     | 3              | -              |
| MIG | Manuel Padilla              | 18    | -     | 3              | -              |
| MIG | Jesús Luis Azpilicueta      | 10    | -     | 2              | -              |
| MIG | Josep Manel Casanova        | 8     | 1     | -              | -              |
| DAV | Rafael Marañón              | 34    | 11-   | 4              | 3              |
| DAV | Severiano Daniel Pavón      | 21    | 2     | 6              | -              |
| DAV | Paco Flores                 | 21    | 5     | 3              | -              |
| DAV | Francisco Javier Díez       | 20    | 2     | 1              | -              |
| DAV | Ricardo Muruzábal           | 6     | 1     | -              | -              |
| DAV | Manolín Cuesta              | 5     | -     | 6              | 3              |
| DAV | Martín Abad                 | 4     | -     | 4              | 1              |
| DAV | Jordi Mas                   | 2     | -     | 3              | 2              |